# Cortes de la Restauración
Las Cortes fueron el Parlamento bicameral de la Restauración borbónica en España existente entre 1876 y 1923. Fueron establecidas por la Constitución española de 1876, promovida por Cánovas del Castillo.

## Poder legislativo
En la Constitución de 1876, el poder legislativo se estableció como compartido por el monarca y las Cortes. Estas consistieron en un sistema bicameral, cuya convocatoria, suspensión, cierre y disolución, correspondía, según la Carta Magna, al monarca. La posibilidad por parte del rey de vetar las leyes que provenían de las Cortes colocaba a las Cortes en una posición de inferioridad frente a la Corona.

## Senado
El Senado era la cámara alta de las Cortes. Estaba conformada por senadores vitalicios nombrados por el rey, senadores por derecho propio y senadores electos. Para poder ser senador era necesario ser español, tener treinta y cinco años cumplidos, no estar procesado criminalmente ni inhabilitado en el ejercicio de sus derechos políticos, y no tener sus bienes intervenidos.
Los senadores vitalicios son, como dice su nombre, senadores cuyo cargo dura toda su vida. Eran nombrados por el rey, a propuesta del Gobierno, el cual los elige entre los Grandes de España, presidentes de Reales Academias, embajadores, obispos, exministros, etc.
Los senadores por derecho propio eran aquellos que se consideran senadores por el derecho que entrañan las altas jerarquías que han alcanzado. Son senadores por derecho propio los almirantes de la Armada, los capitanes generales del Ejército y los Grandes de España de primera clase.
Los senadores electivos son elegidos por los mayores contribuyentes, los concejales, los diputados provinciales, las universidades, Los cabildos metropolitanos, la Real Academia de la Historia, la Real Academia Nacional de Medicina u otras, así como los ministerios, las sociedades de Amigos del País y otras sociedades económicas. Para ser senador electivo se requieren ciertos requisitos: haber cumplido los treinta y cinco años y haber sido elegido tres veces diputado. Sus funciones duran diez años, pero cesan al disolverse las Cortes.

## Congreso de los Diputados

Fachada principal del Congreso de los Diputados el día de la jura de la Constitucióndel rey Alfonso XIII (17 de mayo de 1902)

El Congreso de los Diputados era la cámara baja de las Cortes. Estaba conformada por los diputados, elegidos por un periodo de cinco años. No había límite de mandatos. Para ser elegido diputado era necesario ser español, de estado seglar, mayor de edad, y gozar de todos los derechos civiles. La Constitución establecía que debía nombrarse por lo menos un diputado por cada 50 000 habitantes. Durante todo el periodo de la Restauración se celebraron veinte elecciones al Congreso de los Diputados. El número de diputados electos fue aumentando desde los 392 diputados de las elecciones de 1879 hasta los 437 diputados de las elecciones de 1923.
Desde 1879 hasta 1886 las elecciones al Congreso de los Diputados de la Restauración emplearon el sufragio censitario o restringido masculino, como establecía la Ley Electoral de 1878. En 1890 Sagasta reintrodujo el sufragio universal masculino en una nueva ley electoral. En 1907 se introdujo una nueva ley electoral, la Ley Maura, que mantuvo el sufragio universal masculino e introdujo el sufragio obligatorio. Finalmente, las Cortes fueron disueltas por el golpe de Estado de Miguel Primo de Rivera en 1923.
| Elecciones | Partido en el gobierno | Sufragio             |
| ---------- | ---------------------- | -------------------- |
| 1879       | Partido Conservador    | Censitario masculino |
| 1881       | Partido Liberal        | Censitario masculino |
| 1884       | Partido Conservador    | Censitario masculino |
| 1886       | Partido Liberal        | Censitario masculino |
| 1891       | Partido Conservador    | Universal masculino  |
| 1893       | Partido Liberal        | Universal masculino  |
| 1896       | Partido Conservador    | Universal masculino  |
| 1898       | Partido Liberal        | Universal masculino  |
| 1899       | Partido Conservador    | Universal masculino  |
| 1901       | Partido Liberal        | Universal masculino  |
| 1903       | Partido Conservador    | Universal masculino  |
| 1905       | Partido Liberal        | Universal masculino  |
| 1907       | Partido Conservador    | Universal masculino  |
| 1910       | Partido Liberal        | Universal masculino  |
| 1914       | Partido Conservador    | Universal masculino  |
| 1916       | Partido Liberal        | Universal masculino  |
| 1918       | Partido Liberal        | Universal masculino  |
| 1919       | Partido Conservador    | Universal masculino  |
| 1920       | Partido Conservador    | Universal masculino  |
| 1923       | Partido Liberal        | Universal masculino  |